# 日清製粉
日清製粉株式会社（にっしんせいふん）は、 東京都千代田区神田錦町に本社を置く、国内最大手の製粉会社。日清製粉グループ本社の完全子会社。
群馬県館林市で日本初の機械製粉を行った「館林製粉株式会社」を前身とする企業である。この社名は、1907年3月1日に横浜に設立された日清製粉株式会社までさかのぼるが、法人としては連続していない。現法人はこの社名の企業としては3代目で、2001年7月1日、2代目日清製粉株式会社の持株会社化に伴い分社された事業会社のうちの1社である。
当社及び日清食品、日清オイリオは資本関係のない別会社である。

## 概要
1900年（明治33年）10月に群馬県邑楽郡館林町278番地（現・館林市）に正田貞一郎達により資本金3万円で館林製粉株式会社が設立され、1901年（明治34年）5月3日に日本初の機械製粉を行ったのが始まりである。
1907年（明治40年）3月1日に横浜市青木町3581番地に資本金100万円で設立された日清製粉株式会社（初代）は、工場建設中から日露戦争後の反動不況で将来性が楽観できないことなどもあり、三井物産の仲介を受けて館林製粉株式会社との合併協議を進め、同年10月22日に両社の合併契約を締結した。
同年11月に合併して資本金160万円の日清製粉株式会社（2代目）となった。
なお、この合併の際に、地方名の館林ではなく、日清製粉株式会社の名称とすることになったが、合併前の両社の社長が相談役に退任したこともあり、正田貞一郎が専務取締役として事実上のトップとして経営することになった。
1908年（明治41年）1月に東武鉄道館林駅に側線を設置した工場を開設し、代官町の工場から移転して、500万バーレルで操業を開始した。
日清製粉株式会社（初代）が設立当初から建設を進めていた横浜工場は、1909年（明治42年）8月14日に400万バーレルの生産能力で稼働し、当社の生産能力は900万バーレルに引き上げられた。
1910年（明治43年）4月に宇都宮市今泉町に工場を建設中だった大日本製粉株式会社（1907年（明治40年）3月13日設立）を合併し、同年8月20日に宇都宮工場が稼働開始し、当社の生産能力は400万バーレル増加して1300万バーレルとなった。
1913年（大正2年）9月に本社の一室に製粉についての化学研究を開始し、1918年（大正7年）5月に横浜工場内に化学研究所を開設。
化学研究の一環でグルテン検出する方法を開発した他、原料小麦の調査も進めるなどして、品質向上を図った。
そして、1919年（大正8年）には横浜工場内で食パンの量産を開始。
同年12月に東京製パン株式会社を設立した。
同社は翌年1920年（大正9年）4月に雑司ヶ谷の工場を稼働させ、製パン事業を本格化させた。
関東地方以外への進出を目指して名古屋駅の南の則武に約4,000坪の土地を買収し、1913年（大正2年）10月1日に（初代）名古屋工場を稼働させた。
この名古屋工場は1918年（大正7年）に第2工場を増設し、1922年（大正11年）8月に新旧工場を接続する工事を行って設備を増設して生産能力を1500万バーレルまで拡大した。
ところが、この名古屋工場は、名古屋駅の拡張工事に伴う用地となったため、名古屋市中川区長良町1-1に新たな用地を取得し、1936年（昭和11年）7月に（2代目）名古屋工場を稼働させた。
この間の1917年（大正6年）8月2日に茨城県水戸市に水戸工場を開設している。
1919年（大正8年）2月8日に工場建設に向けて高崎市に工場用地を確保していた上毛製粉株式会社を合併し、同年12月12日に高崎工場として稼働させた。
また、1920年（大正9年）2月1日に岡山県岡山市桑田町に岡山工場を稼動させて、中国地方と四国地方へも販路を拡大した。
また、1924年（大正13年）12月に九州製粉株式会社と讃岐製粉株式会社を合併し、1925年（大正14年）に鳥栖工場と坂出工場を開設した。
さらに、当時近畿地方で最大の小麦産地であった兵庫県には、1925年（大正14年）1月5日に神戸市兵庫区住吉通3-1に神戸工場を稼働させ、同年6月から昼夜連続稼働を開始した。
鶴見工場の第1期工事が竣工して1926年（大正15年）2月24日に稼働し、翌年1928年（昭和3年）に第2期工事が完成して当社の生産能力は7000万バーレルに達した。
本社所在地は、東京都千代田区神田錦町一丁目25番地で、日清製粉グループ本社と同じである。

## 沿革
- 1900年（明治33年）10月 - 群馬県邑楽郡館林町278番地（現・館林市）に正田貞一郎達により、資本金3万円で館林製粉株式会社が設立される[2]。
- 1901年（明治34年）5月3日 - 「館林製粉」が日本初の機械製粉を開始[2]。
- 1907年（明治40年）3月1日 - 横浜市青木町3581番地に資本金100万円で日清製粉株式会社（初代）が設立される[3]。
- 1908年（明治41年）2月13日 - 館林製粉が日清製粉（初代）を合併し、社名を日清製粉株式会社（2代）に改める。本社を東京市日本橋区（現・東京都中央区）に移転[8]。
- 2001年（平成13年）7月2日 - 持株会社化し、社名を株式会社日清製粉グループ本社とする。全事業は、日清製粉株式会社（3代）・日清製粉ウェルナ・日清ファルマ株式会社に分社、日清飼料株式会社・日清ペットフード株式会社に事業譲渡された[27]。

## 主な製品
業務用小麦粉、ふすま・胚芽などの小麦連産品、ライ麦粉など、加工食品の原料素材を供給する企業である。日清製粉では業務用のみ取り扱っており、家庭用製品は日清製粉ウェルナから販売されている。

## 工場
- 函館工場 - 北海道函館市
- 千葉工場 - 千葉県千葉市美浜区
- 鶴見工場 - 神奈川県川崎市川崎区
- 名古屋工場 - 愛知県名古屋市中区
- 知多工場 - 愛知県知多市
- 東灘工場 - 兵庫県神戸市東灘区
- 岡山工場 - 岡山県岡山市北区（2025年閉鎖予定）
- 坂出工場 - 香川県坂出市（2025年閉鎖予定）
- 福岡工場 - 福岡県福岡市中央区